# Polysarca
Polysarca  (лат.) — род ктырей из подсемейства Asilinae.  

## Описание
Имаго обладают блестяще-чёрной окраской. Хоботок короткий, туповатый, его предвершинная часть круто скошена и далее дорсовентрально уплощена. Представители распространены от Северной Африки до Монголии и Центрального Китая, где обитают в сухих степях и пустынях. 

## Таксономия
Род насчитывает 4 вида:
- Polysarca gussakovskiji Paramonov, 1937[2]
- Polysarca neptis Paramonov, 1873[2]
- Polysarca ungulata (Wiedemann, 1818)[3]
- Polysarca violacea Schiner, 1867[2]